# Spinoncaea tenuis
Spinoncaea tenuis is een eenoogkreeftjessoort uit de familie van de Oncaeidae. De wetenschappelijke naam van de soort is voor het eerst geldig gepubliceerd in 2003 door Ruth Böttger-Schnack. De soort werd ontdekt in het noorden van de Rode Zee op een diepte van 300 tot 350 meter. Buiten het bekken van de Rode Zee en de Golf van Aden is ze ook aangetroffen in de Adriatische Zee, de oostelijke Middellandse Zee en de Stille Oceaan.